# Municipio de Atoyatempan
El municipio de Atoyatempan (AFI: [atoja'tempan]) (del nahuatl: atóyatl, tentli, pan ‘río, orilla, sobre’‘A la orilla del agua derramada’) es uno de los 217 municipios del estado mexicano de Puebla. Su cabecera es la localidad de Atoyatempan. Se localiza en el norte de la entidad y forma parte de la región económica de Puebla.

## Geografía
El municipio de Atoyatempan se encuentra situado en el centro del estado de Puebla, aproximadamente a 70 kilómetros al sureste de la capital del estado. Limita al norte con el municipio de Tecali de Herrera; el este, con Tlanepantla y Huitziltepec; al sur, con Molcaxac y al poniente con Tzicatlacoyan y Tecali. La superficie de este municipio es de 21,69 km², que lo ubican como uno de los más pequeños del estado de Puebla.
El territorio de Atoyatempan se encuentra localizado entre los valles Poblano-Tlaxcalteca y el de Tepeaca. La parte norte de este pequeño municipio es el límite sur del valle de Puebla que es separado por la Sierra de Tentzo del valle de Tepeaca. Al pie de esta serranía se encuentra la Cuenca del Valsequillo, por donde discurre el río Atoyac. La ubicación de Atoyatempan entre dos valles provoca que el relieve sea plano, con declive del norte hacia el sur.

## Personas destacadas
- Mons. Tomás López Durán. (n. 1961) Obispo auxiliar de la Arquidiócesis de Puebla desde marzo de 2014.[5]